# João Wanderley Geraldi
João Wanderley Geraldi (São Luís Gonzaga, 26 de dezembro de 1946) é um linguista e professor brasileiro conhecido por seus trabalhos sobre ensino de língua portuguesa e análise do discurso. É professor aposentado da Universidade Estadual de Campinas e professor visitante na Universidade do Porto. O livro O texto na sala de aula: leitura e produção, publicado em 1984 e organizado por Geraldi, é considerado seminal na "renovação" do ensino de língua no Brasil, opondo-se à hegemonia do construtivismo na alfabetização e trazendo para o centro das discussões a questão da linguagem como interação.